# Jiang Wenwen (Synchronschwimmerin)
Jiang Wenwen (chinesisch 蔣文文 / 蒋文文, Pinyin Jiǎng Wénwén; * 25. September 1986 in Chengdu) ist eine ehemalige chinesische Synchronschwimmerin.

## Erfolge
Jiang Wenwen und ihre Zwillingsschwester Jiang Tingting traten international meist gemeinsam an. Ihnen gelang ihr erster internationaler Erfolg bei den Asienspielen 2006 in Doha, bei denen sie in der Mannschaftskonkurrenz die Goldmedaille gewannen. Die Chinesinnen setzten sich dabei mit 96,584 Punkten vor den Mannschaften Japans und Nordkoreas durch. Auch im Duett waren die beiden erfolgreich und sicherten sich mit 96,584 Punkten vor den Duos aus Japan und Kasachstan die Goldmedaille.
Zwei Jahre später gaben die Schwestern in Peking ihr Debüt bei Olympischen Spielen. Sowohl im technischen als auch im freien Programm erzielten die Chinesinnen in der Mannschaftskonkurrenz das drittbeste Resultat hinter den späteren Olympiasiegerinnen aus Russland und der spanischen Équipe, womit sie gemeinsam mit Gu Beibei, Liu Ou, Luo Xi, Sun Qiuting, Wang Na, Zhang Xiaohuan und Huang Xuechen die Bronzemedaille gewannen. Im Duett verpassten sie derweil knapp einen weiteren Medaillengewinn. In der Qualifikation und auch in der anschließenden Finalrunde kamen Jiang Wenwen und Jiang Tingting nicht über den vierten Platz hinaus. Bei den Weltmeisterschaften 2009 in Rom gewannen sie mit der Mannschaft in der Kombination die Silbermedaille hinter Spanien. Im technischen und auch im freien Programm belegten die Chinesinnen jeweils hinter Russland und Spanien den dritten Platz. Darüber hinaus wurden die Schwestern auch im Duett jeweils im technischen und im freien Programm Dritte.
Die Asienspiele 2010 in Guangzhou verliefen für Jiang Wenwen und Jiang Tingting noch erfolgreicher als die Spiele 2006 in Doha. Im Mannschaftswettkampf siegten die Chinesinnen erneut vor Japan und Nordkorea, womit sie ihren Goldmedaillengewinn wiederholten. Darüber hinaus sicherten sie sich auch in der Kombination und im Duett die Goldmedaillen. Drei Medaillen gewannen die Schwestern im Rahmen der Weltmeisterschaften 2011 in Shanghai. Im freien Programm des Duetts erreichten sie hinter dem russischen Duo Natalja Ischtschenko und Swetlana Romaschina ebenso den zweiten Platz wie im technischen und im freien Programm mit der Mannschaft, ebenfalls hinter Russland.
Bei den Olympischen Spielen 2012 in London traten die Schwestern nurmehr im Wettbewerb mit der Mannschaft an. In diesem erzielten sie zusammen mit Chang Si, Chen Xiaojun, Huang Xuechen, Liu Ou, Luo Xi, Wu Yiwen und Sun Wenyan sowohl in der technischen Übung als auch in der Kür jeweils das zweitbeste Resultat, womit die Chinesinnen auch die Gesamtwertung mit 194,010 Punkten als Zweite abschlossen und hinter den Olympiasiegerinnen aus Russland die Silbermedaillen gewannen. Auf dem dritten Podestplatz folgte die spanische Mannschaft. Ein Jahr darauf wurden sie gemeinsam in Barcelona im freien und im technischen Programm des Duetts hinter den Russinnen Swetlana Kolesnitschenko und Swetlana Romaschina Vizeweltmeisterinnen. Diesen Erfolg wiederholten sie bei den Weltmeisterschaften 2017 in Budapest, diesmal hinter Swetlana Kolesnitschenko und Alexandra Pazkewitsch. Bei den Asienspielen 2018 in Jakarta gewannen Jiang Wenwen und Jiang Tingting im Duett die Goldmedaille vor den Duos aus Japan und Kasachstan.